# Batalla de Kelley Creek
La batalla de Kelley Creek, también conocida como la Última Masacre, a menudo se considera una de las últimas masacres conocidas llevadas a cabo entre los nativos americanos y las fuerzas de los Estados Unidos, y fue un evento de clausura que ocurriría cerca del final de la era de la guerra de los indios americanos. En enero de 1911, un pequeño grupo de Shoshones fue acusado de robar ganado y luego matar a cuatro ganaderos que fueron a investigar el ganado muerto. Se envió un grupo de policías y ciudadanos para rastrear a la banda, que se encontró acampada cerca de Winnemucca (Nevada), en una región conocida como Kelley Creek. El 25 de febrero se produjo una batalla en gran medida unilateral que terminó con la muerte directa de nueve personas, ocho Daggetts y un miembro de la pandilla. En ese momento, el asunto se caracterizó brevemente como una revuelta de los nativos americanos, aunque ahora se considera principalmente como el intento de escape de una familia de la aplicación de la ley.

## Historia
Mike Daggett, o Shoshone Mike (solo después de su muerte), era el jefe de la pequeña banda y en la primavera de 1910, lideró su grupo de once en la reserva de Fort Hall en Rock Creek, Idaho. Todos menos dos hombres del grupo eran miembros de la familia de Mike, que incluía tres mujeres y cuatro o cinco niños. Primero se dirigieron al sur hacia el norte de Nevada, donde un hijo de Shoshone Mike llamado Dugan fue herido de muerte por ladrones de ganado blanco y, en venganza, la banda mató a Frank Dopp en mayo de 1910 y lo enterró; sus restos fueron encontrados 2 meses después.
La banda de Daggett se dio cuenta de que tenían pocas posibilidades de justicia en manos de los White, por lo que viajaron al oeste a Oroville, California, antes de regresar a Nevada para pasar el invierno en Little High Rock Canyon, en el norte del condado de Washoe. En enero de 1911, la banda de Daggett se estaba quedando sin comida, por lo que secuestraron y sacrificaron algunas reses pertenecientes a un ganadero local. Un pastor de ovejas vasco llamado Bert Indiano presenció el evento pero fue ahuyentado por los indios; alertó a la gente de Surprise Valley, California, quienes enviaron una pandilla de tres hombres para investigar el incidente y proteger el rancho. Los tres hombres, Harry Cambron y dos destacados pastores vascos, Peter Erramouspe y John Laxague, debían ir al rancho y unirse al pastor para que los cuatro pudieran investigar la escena. Uno o dos días antes de la llegada de los cuatro ganaderos, los indios habían robado varios artículos de un campamento de un hombre chino no identificado a quien luego encontraron y mataron cuando el hombre dijo que los iba a matar; el cuerpo fue entonces enterrado. Al llegar, la pandilla de cuatro hombres se encontró con Mike Daggett y dos de sus hijos, quienes, según los informes, los estaban esperando.

### última masacre
Aparentemente, los Daggett se habían dado cuenta de que los ganaderos vendrían a buscarlos, así que cuando la pandilla entró en el cañón el 19 de enero, los nativos abrieron fuego con rifles y pistolas y los mataron a los cuatro (Harry Cambron y los tres pastores vascos Bert Indiano, Peter Erramouspe y John Laxague). El 8 de febrero, un grupo de búsqueda de Eagleville, California, encontró los cuerpos en el lecho de un arroyo. Los cuerpos estaban mutilados, parcialmente desnudos y presentaban numerosos impactos de bala. Cuando la noticia de los asesinatos llegó a los asentamientos de los alrededores, muchos de los que se sentían en peligro evacuaron temporalmente la zona, y los hombres que se quedaron atrás permanecieron armados y alertas en todo momento. Inicialmente se pensó que los responsables eran una banda de forajidos de Oregón o una banda de Modocs. La Policía Estatal de Nevada y California organizó una pandilla bajo el mando del Capitán J.P. Donnelley para encontrar a los sospechosos, quienes habían decidido huir hacia la Reserva India de Duck Valley. También se organizaron otras pandillas (aunque solo Donnelley se pondría en contacto con los Daggett), y se prometió una gran recompensa en efectivo a cualquiera que lograra arrestar o matar a los fugitivos.

## Batalla

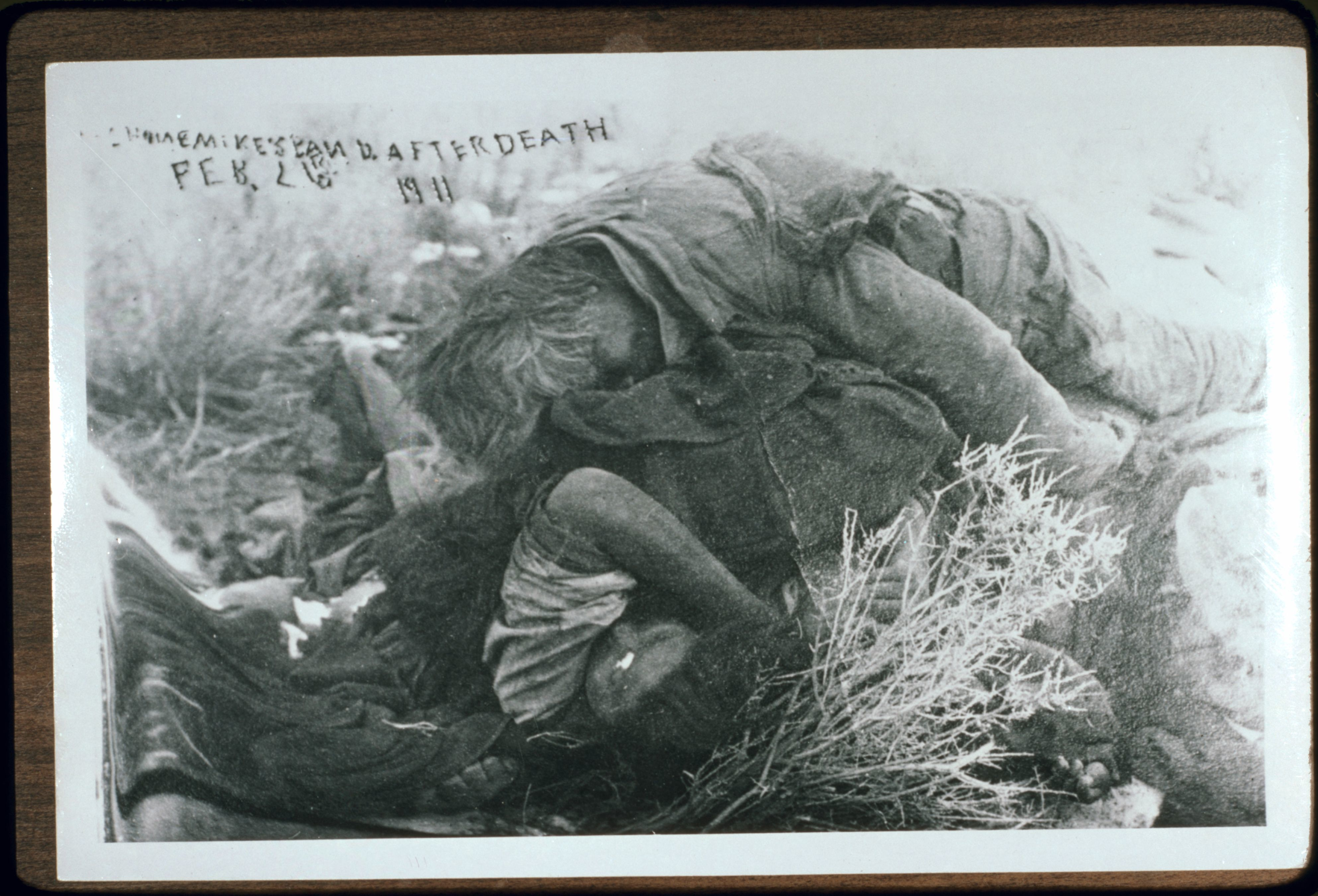
La banda de Shoshone Mike después de la muerte, 26 de febrero de 1911

La pandilla de Donnelley incluía al menos cinco policías, algunos civiles armados y el "médico forense y médico forense del condado". Después de detenerse en Little High Rock Canyon el 13 de febrero, continuaron a pesar del frío extremo y el clima invernal. Más de 200 millas más allá y el 25 de febrero, la pandilla encontró a Daggett y su familia escondidos en un área conocida como Kelley Creek, al noreste de Winnemucca. No está claro de qué lado disparó primero, pero estalló una batalla que duró alrededor de tres horas. Según los informes, las mujeres lucharon por igual junto a los hombres. El padre y jefe Mike Daggett fue una de las primeras bajas durante la batalla, pero su muerte solo hizo que los miembros de su familia lucharan desesperadamente con más fuerza; incluso cuando fueron inevitablemente obligados a retroceder. En algún momento durante el conflicto, los Daggett restantes se quedaron sin munición para sus armas y se vieron obligados a recurrir a arcos, lanzas y tomahawks. Al final de la batalla, solo cuatro de los doce miembros originales de la familia Daggett seguían con vida: una niña de dieciséis años y tres niños pequeños, que fueron puestos bajo custodia policial. Un miembro de la pandilla de Donnelley, el diputado Ed Hogle de Eagleville, murió durante la pelea. También se informó que otros dos niños pequeños de Daggett recibieron disparos sin darse cuenta. Después de que terminó la batalla, la pandilla encontró evidencia que vinculaba los asesinatos en Little High Rock Canyon con los nativos. Además del gorro de guerra de Mike, la pandilla encontró armas y un reloj que había pertenecido a Harry Cambron, identificado por el hermano Ben Cambron.
Los cuerpos de los nativos fueron llevados en carretas a Golconda (Nevada) y enterrados en una fosa común hecha con el cráter de una explosión de dinamita. Se colocó un poste alto en el sitio como una lápida. Años más tarde, cuando el terreno fue donado al Museo de Historia Nacional, se excavó el sitio y se encontraron restos parciales. Finalmente, los restos fueron donados por un ranchero local a la Institución Smithsonian. En 1994, los restos fueron repatriados a la tribu Fort Hall Idaho Shoshone-Bannock.
En 1911, los restos de Ed Hogle fueron devueltos a Eagleville, donde fue enterrado. El alguacil Charles Ferrell, que estaba al mando de la investigación (pero no estuvo presente en la batalla) regresó a Reno el 2 de marzo con los cuatro cautivos supervivientes y afirmaron que, si bien el hombre había sido Shoshone Mike, su madre era Bannock. Los cuatro fueron adoptados informalmente por la población civil de Reno hasta que en mayo de 1911 se matricularon en la Escuela India Stewart cerca de Carson City, Nevada. Para 1913, tres de los niños habían muerto por causas naturales y solo una de las sobrevivientes, Mary Jo Estep, quedaba con vida; ella murió en 1992. La recompensa ofrecida a cualquiera que pudiera atrapar o matar al grupo Daggett fue inicialmente negada a la pandilla por el gobernador Tasker Oddie, debido al hecho de que había policías estatales involucrados, pero el caso fue resuelto más tarde a favor de la pandilla por la Corte Suprema de Nevada en 1915.
Se colocó un marcador cerca del lugar de la batalla. La mina de oro Twin Creeks está ubicada justo al este del marcador. La declaración de impacto ambiental de 1996 para la mina menciona una reconfiguración de un sitio de sobrecarga y entre carga para evitar la ubicación del marcador.